# Torneo de Estambul 2019
El Torneo de Estambul 2019 (también conocido como el TEB BNP Paribas Istanbul Cup por razones de patrocinio) fue un torneo de tenis jugado en tierra batida al aire libre. Se trató de la duodécima edición de la Copa de Estambul, y es parte de los torneos de la WTA Internacionales de la WTA Tour 2019. Se llevó a cabo en Estambul (Turquía) del 22 al 28 de abril de 2019.

## Distribución de puntos
| Modalidad           | Campeona | Finalista | Semifinales | Cuartos de final | 2ª ronda | 1ª ronda | Clasificadas | 2ª ronda de clasificación | 1ª ronda de clasificación |
| Individual femenino | 280      | 180       | 110         | 60               | 30       | 1        | 18           | 12                        | 1                         |
| Dobles femenino     | 280      | 180       | 110         | 60               | 1        | -        | -            | -                         | -                         |

## Cabezas de serie

### Individuales femenino
| Tenista            | Ranking | Preclasificada |
| Carla Suárez       | 27      | 1              |
| Mihaela Buzărnescu | 30      | 2              |
| Camila Giorgi      | 31      | 3              |
| Dayana Yastremska  | 37      | 4              |
| Ajla Tomljanović   | 39      | 5              |
| Petra Martić       | 40      | 6              |
| Kateřina Siniaková | 41      | 7              |
| Maria Sakkari      | 44      | 8              |
| Viktória Kužmová   | 45      | 9              |

- Ranking del 15 de abril de 2019.[2]

### Dobles femenino
| Tenista                                | Ranking | Preclasificada |
| Tímea Babos Kristina Mladenovic        | 6       | 1              |
| Kirsten Flipkens Johanna Larsson       | 74      | 2              |
| Irina Bara Mihaela Buzărnescu          | 94      | 3              |
| Veronika Kudermétova Galina Voskoboeva | 100     | 4              |

## Campeonas

### Individual femenino
Petra Martić venció a  Markéta Vondroušová por 1-6, 6-4, 6-1

### Dobles femenino
Tímea Babos /  Kristina Mladenovic vencieron a  Alexa Guarachi /  Sabrina Santamaria por 6-1, 6-0